# It's a Date
It's a Date es una serie de televisión australiana estrenada el 15 de agosto del 2013 por la cadena ABC1.
La serie fue creada por Peter Helliar y ha contado con la participación invitada de los actores Ed Kavalee, Sancia Robinson, Dennis Coard, Francis Greenslade, Rebecca Jo Hanbury, Ash Williams, Sheena Geary, entre otros.
A principios de abril del 2014 se anunció que la serie había sido renovada para una segunda temporada, la cual se estrenó el 16 de octubre de 2014.

## Historia
La comedia explora las pruebas, relaciones, altibajos así como la tensión, expectación y complicaciones que trae el hecho de buscar el amor verdadero, las citas y las relaciones.

## Personajes

### Personajes principales
| Actor          | Personaje | No. de episodios | Duración        |
| -------------- | --------- | ---------------- | --------------- |
| Peter Helliar  | Greg      | 2                | 2013 - presente |
| Lisa McCune    | Em        | 2                | 2013 - presente |
| Celia Pacquola | Cynthia   | 2                | 2013 - presente |
| Ronny Chieng   | Winston   | 1                | 2013 - presente |
| Dan Wyllie     | Kane      | 1                | 2013 - presente |
| Jess Harris    | Virginia  | 1                | 2013 - presente |
| Emily Taheny   | Manda     | 1                | 2013 - presente |
| Matt Okine     | George    | 1                | 2014 - presente |

### Personajes recurrentes
| Actor              | Personaje   | No. de episodios | Duración        |
| ------------------ | ----------- | ---------------- | --------------- |
| Kat Stewart        | Jen         | 1                | 2014 - presente |
| Roy Billing        | Graham      | 1                | 2014 - presente |
| Adrienne Pickering | Tess        | 1                | 2014 - presente |
| Shaun Micallef     | Roland      | 1                | 2014 - presente |
| Rove McManus       | Declan      | 1                | 2014 - presente |
| Justine Clarke     | Amy         | 1                | 2014 - presente |
| Phil Lloyd         | Brad        | 1                | 2014 - presente |
| Lachy Hulme        | Rory        | 1                | 2014 - presente |
| Magda Szubanski    | Mary-Angela | 1                | 2014 - presente |
| Susie Porter       | Jocelyn     | 1                | 2014 - presente |
| Rhys Darby         | Craig       | 1                | 2014 - presente |
| Tasma Walton       | Paulina     | 1                | 2014 - presente |
| Sam Simmons        | Ray         | 1                | 2014 - presente |
| Eddie Perfect      | Jeremy      | 1                | 2014 - presente |
| Amber Clayton      | Freja       | 1                | 2014 - presente |
| Deborah Mailman    | Joanne      | 1                | 2014 - presente |
| Jimeoin            | Terry       | 1                | 2014 - presente |
| Bridie Carter      | Sharna      | 1                | 2014 - presente |
| Vince Colosimo     | Harry       | 1                | 2014 - presente |
| Aaron Pedersen     | Matt        | 1                | 2014 - presente |
| Roz Hammond        | Lizzie      | 1                | 2014 - presente |
| Tom Ballard        | Mark        | 1                | 2014 - presente |
| Joel Creasey       | Joel        | 1                | 2014 - presente |
| Malorie O'Neill    | Natalie     | 1                | 2014 - presente |
| Toby Wallace       | Nathan      | 1                | 2014 - presente |

### Antiguos personajes principales
| Actor            | Personaje | Episodio de aparición |
| ---------------- | --------- | --------------------- |
| Dave Lawson      | Patrick   | 1                     |
| Poh Ling Yeow    | Jasmine   | 1                     |
| John Wood        | Rex       | 2, 7                  |
| Denise Scott     | Gwen      | 2                     |
| Sibylla Budd     | Imogen    | 2, 7                  |
| Luke McGregor    | Kevin     | 2                     |
| Asher Keddie     | Verity    | 3                     |
| Stephen Curry    | Jason     | 3                     |
| Louis Corbett    | Richard   | 3                     |
| Eva Lazzaro      | Lucy      | 3                     |
| Nadine Garner    | Eve       | 4                     |
| Kate Ritchie     | Zara      | 4                     |
| Kate McLennan    | Jessica   | 4                     |
| Nazeem Hussain   | Ashraf    | 4                     |
| Shane Jacobson   | Hugo      | 5                     |
| Pia Miranda      | Camilla   | 5                     |
| Sophie Lowe      | Vicky     | 6                     |
| Ryan Shelton     | Ben       | 6                     |
| Lawrence Mooney  | "The Pig" | 7                     |
| Sally-Ann Upton  | Brenda    | 7                     |
| Sophie Cusworth  | Sam       | 7                     |
| Jackie Kelleher  | Josie     | 7                     |
| Ron Jacobson     | Doug      | 7                     |
| Ian Smith        | Don       | 8                     |
| Ross Noble       | John      | 8                     |
| Peter Rowsthorn  | Michael   | 8                     |
| Heidi Valkenburg | Alison    | 8                     |

## Episodios
La primera temporada de la serie estuvo conformada por ocho episodios.

## Premios y nominaciones
| Año  | Categoría                                                | Premio                     | Nominado (a)               | Resultado |
| ---- | -------------------------------------------------------- | -------------------------- | -------------------------- | --------- |
| 2015 | Comedy - Situation or Narrative (episodio "Worst Thing") | AWGIE Award                | Phil Lloyd y Peter Helliar | Nominados |
| 2015 | Best Comedy                                              | AACTA Award                | It's a Date                | pendiente |
| 2014 | Most Outstanding Light Entertainment Program             | Logie Award                | It's A Date                | Nominado  |
| 2014 | Best Performance in a Television Comedy                  | AACTA Award                | Lisa McCune                | Nominada  |
| 2013 | Best Scripted Format Award                               | International Format Award | It's a Date                | Ganó      |

## Producción
La serie contó con la participación de los directores Jonathan Brough y Peter Helliar, así como de los escritores Phil Lloyd. Jess Harris, Ryan Shelton, Justin Hamilton, Tony Moclair, Lawrence Mooney, Steven Gates y Kate Langbroek